# Pholcus opilionoides
Pholcus és una espècie d'aranyes araneomorfes de la família dels fòlcids (Pholcidae). Fou descrita per primera vegada l'any 1781 per F. von P. Schrank, com a Aranea opilionoides. La denominació de Pholcus opilionoides li fou donada per Eugène Simon el 1866.
Es troba distribuïda per Europa i arriba fins a l'Azerbaidjan i també a Egipte. L'espècie és molt similar a l'aranya de potes llargues, però és lleugerament més petita. Poden fer de 3 a 5,5 mm (sense comptar les potes).
Té diverses sinonímies reconegudes:
- Aranea opilionoides Schrank, 1781
- Pholcus grossipalpus Simon, 1866
- Pholcus osellai Brignoli, 1971
- Pholcus donensis Ponomarev, 2005